# 勞倫斯維爾 (喬治亞州)
勞倫斯維爾（英語：Lawrenceville）是一個位於美國喬治亞州格威內特縣的城市。根據2010年美國人口普查，該地人口為28546人，而該地的面積約為35.00平方千米。同時該地也是格威內特縣的縣治。

## 地理
勞倫斯維爾的座標為33°57′11″N 83°59′33″W / 33.95306°N 83.99250°W，而該地的平均海拔高度為325米（即1066英尺）。